# Golczewo-Gaj
Golczewo-Gaj – przysiółek osady Sosnowice, w Polsce, w województwie zachodniopomorskim, w powiecie kamieńskim, w gminie Golczewo.
Gmina Golczewo utworzyła jednostkę pomocniczą "Osiedle Golczewo", które obejmuje miejscowości: Golczewo, Golczewo-Gaj i Sosnowice. Mieszkańcy tych trzech miejscowości na zebraniu ogólnym wybierają zarząd osiedla oraz jego przewodniczącego.
W latach 1946–1998 miejscowość położona była w województwie szczecińskim.